# نووآندریفکا (سرزمین آلتای)
نووآندریفکا (به لاتین: Novoandreyevka) یک منطقهٔ مسکونی در روسیه است که در سرزمین آلتای واقع شده‌است.